# Présentation du siège

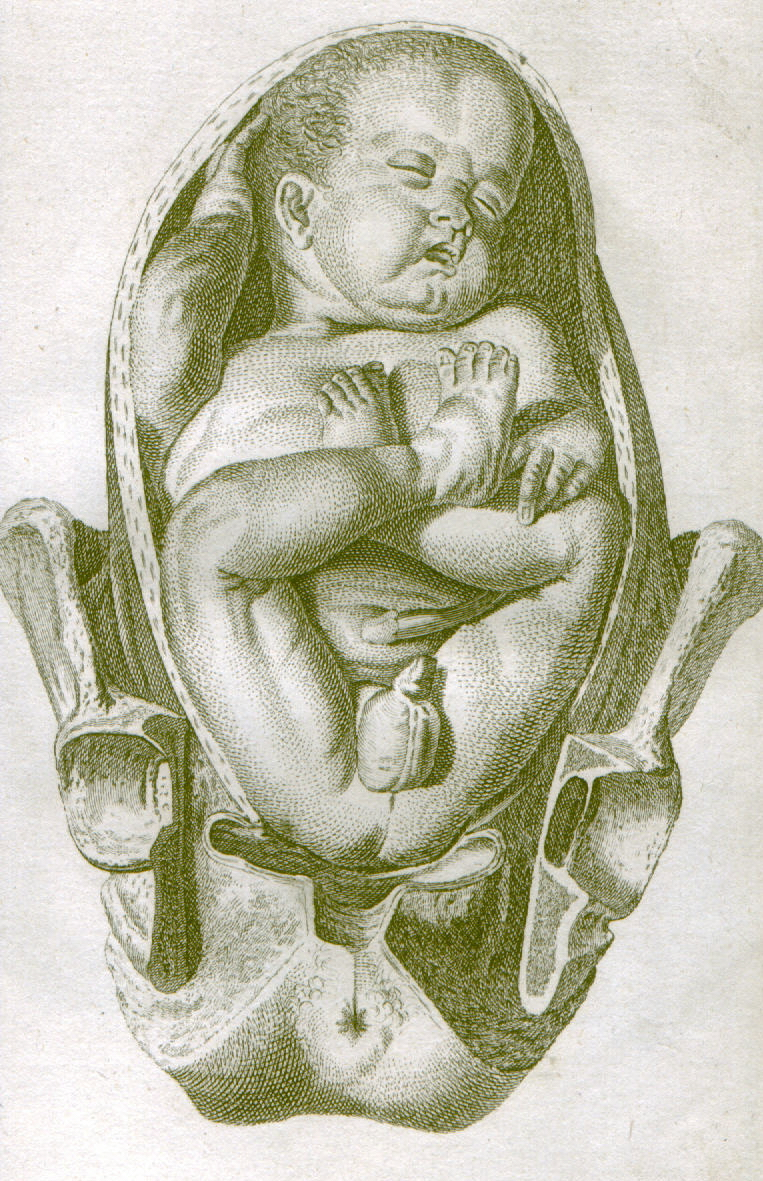
Nouveau-né se présentant par le siège (illustration anatomique de 1792).

La présentation du siège (aussi appelée présentation podalique) correspond à un fœtus qui se positionne avec la partie inférieure du corps à l'entrée du bassin maternel. L'accouchement en présentation du siège est considéré comme une variante de la normale et concerne 3% des accouchements à terme.

## Chez l'être humain
Lorsque les membres inférieurs de l'enfant sont relevés, on parle de siège décomplété. Lorsqu'ils sont repliés, on parle de siège complet. Sa fréquence est de l'ordre de 2 à 3 %, plus élevée dans les accouchements avant terme.
L'accouchement du siège par les voies naturelles est possible, avec un certain nombre de précautions dont il est sage de s'entourer : bassin maternel normal, enfant ni trop gros, ni trop petit, grossesse d'évolution normale, coopération maternelle. L'analgésie péridurale est recommandée mais non obligatoire. L'accoucheur doit quelquefois s'aider de manœuvres obstétricales en fin d'accouchement pour faciliter la naissance. En France, l'accouchement par voie basse est tenté dans 30% des cas lorsque le fœtus est en siège à terme. Le taux de succès est alors de 70%, avec une nécessité de césarienne pour les 30% restants.

### Accouchement par voie basse.
L’accouchement du siège demande une gestion différente de l’accouchement en présentation céphalique.
Le traitement de ces complications obstétricales repose uniquement sur l'application de manoeuvre appliquées par l'accoucheur, et c'est surtout la connaissance et l'expérience de ces manœuvres qui conditionnent le pronostic de l'enfant à la naissance. L'attitude actuelle, prudente, résulte d’un taux de césarienne supérieur à celui d’un accouchement céphalique.
La rotation dos en arrière du fœtus est la première difficulté qu'on peut rencontrer. Si le dos passe en arrière, côté anus maternel, l'accouchement devient très hasardeux. Son traitement, par rotation forcée manuelle, est toutefois facile à mettre en œuvre.
Une fois le dos fœtal dégagé, il peut se produire un relèvement des bras de l'enfant au-dessus de l'entrée du bassin maternel. Là encore, des manœuvres de rotation forcée, puis d'engagement et de dégagement manuel des bras permettent d'extraire l'enfant dans de bonnes conditions.
L'étape suivante concerne la tête fœtale, dite « tête dernière » puisqu'il s'agit d'un accouchement du siège. L'arrêt de progression peut s'avérer difficile à traiter s'il est causé par un accrochage du menton fœtal au-dessus du bassin maternel. Les manœuvres utilisées dans ce cas peuvent être dangereuses pour l'enfant, laissant des séquelles cérébrales (par anoxie prolongée) ou nerveuses (par étirement des plexus nerveux des bras). Elles consistent en une flexion forcée de la tête fœtale après introduction de deux doigts sur le plancher de sa bouche, afin d'obtenir un engagement puis une descente et enfin l'expulsion de la tête. Dans des conditions moins dramatiques, lorsque la rétention de la tête fœtale se produit dans le vagin et non au-dessus du bassin maternel, on peut s'aider de l'application de forceps.

### Discussion autour de la voie d'accouchement
Lorsqu'un fœtus est en présentation du siège, les avantages et les inconvénients de l'accouchement par voie basse ou par césarienne sont à évaluer. La césarienne expose à des complications rares mais sévères pour des grossesses ultérieures (rupture utérine, trouble de la placentation à type ectopique ou accreta, fausse couche, morts foetales in utero).
L'augmentation de la mortalité et de la morbidité sévère du nouveau-né, lors des accouchements du siège par voie basse, en comparaison de la présentation céphalique est débattue ,,. La comparaison avec une césarienne programmée est également débattue avec plusieurs études qui tendent à  être en faveur de la voie basse dans la population à bas risque. La morbidité materno-foetale étant affectée différemment.
Pour le collège national des gynécologues et obstétriciens Français, la tentative de voie basse en cas de présentation du siège est une option raisonnable dans la majorité des cas. Le choix de la voie d’accouchement doit être partagé par la patiente et le médecin.

### Version par manœuvre externe
Une autre possibilité est une tentative de version par manœuvre externe, transformant une présentation par le siège en une présentation céphalique, augmentant les chances d'un accouchement par voie basse.